# Breginjski kot
Breginjski kot se razprostira na skrajnem zahodu predelu Slovenije. Leži med razpotegnjenim Stolom (1673 m) na severnem delu in Mijo (1237 m) na jugu. Proti vzhonemu predelu sega v široko Staroselsko podolje, medtem, ko ga na zahodu omejuje državna meja z Italijo. Meja teče po Nadiži in njenem vzhodnem povirnem kraku Črnem potoku.
V Breginjskem kotu so naslednja naselja in vasi: Borjana, Kred, Potoki, Podbela, Breginj, Stanovišče, Homec, Robidišče, Sedlo, Logje. 
Breginjski kót je sestavni del kulturnega prostora Beneške Slovenije. Najpomembnejše izročilo območja so etnološki spomeniki, še posebej ostanki izjemne prostorske in stavbne dediščine, ki jo je žal v veliki meri uničil potres v letu 1976. Del tega izročila je ohranjen v Breginjskem muzeju. 
Priljubljen cilj obiskovalcev sta tudi Napoleonov most čez Nadižo in črna kuhinja v Robidišču, najzahodnejšem slovenskem naselju.
Reka Nadiža je poleti prijetno topla in po prepričanju mnogih obiskovalcev zdravilna reka.